# Лучишта
Лучишта или Лутишта (грч. Κερασώνα, до 1927. грч. Λούτιστα) је насељено место у општини Рупишта у периферији Западна Македонија, Грчка. Према попису из 2021. године био је 1 становник.
Према бугарском географу и историчару, Василу Канчову, у Лучушту је 1900. године живело 90 Словена хришћана. Македонски историчар Тодор Симовски, 1998. године наводи да су Лучишта словенско насеље.